# La vall de Yosemite, Cathedral Rocks
La Vall de Yosemite, Cathedral Rocks, el títol original del qual en anglès és Cathedral Rocks, Yosemite Valley, California, 1872, és una obra d'Albert Bierstadt, pintor paisatgista estatunidenc d'ascendència alemanya, pertanyent a l'Escola del Riu Hudson, i un membre destacat de la sub-escola anomenada Rocky Mountains School.

## Introducció
L'any 1859, Albert Bierstadt ja havia realitzat una primera expedició, acompanyant a Frederick W. Lander, a l'Oest dels Estats Units, en la qual va tenir ocasió de contemplar les muntanyes Rocoses. L'estiu del 1863, Bierstadt va viatjar per segon cop, aquesta vegada amb l'escriptor Fitz Hugh Ludlow, al llarg de la costa oest d'Amèrica del Nord. Aquesta segona expedició va ser la millor documentada, ja que Fitz Hugh Ludlow era un dotat escriptor, que va relatar les incidències d'aquella expedició.
Bierstadt va retornar per tercera vegada a les Muntanyes Rocoses, el febrer i març de 1872, concretament a Vall de Yosemite per tal de representar aquells paratges quan estaven encara coberts per la neu. Va realitzar diversos croquis i algunes obres acabades. Albert Bierstadt va enviar una obra titulada Cathedral Rocks in Winter a la San Francisco Art Association, on va ser mostrat en una exposició el juny del mateix any, quan va retornar una vegada més a Yosemite, en una altra expedició de treball en condicions climàtiques més favorables. Una obra titulada Yosemite Winter Scene (1872) es troba al Berkeley Art Museum and Pacific Film Archive.

## Anàlisi de l'obra
- Pintura a l'oli sobre paper; any 1872; col·lecció privada.
- Inscripcció al revers de la pintura, amb el títol de l'obra.

Biertadt mosta la Cathedral Rock, quan tan els pics de la muntanya com els penya-segats estaven coberts per la neu, i les cascades eren plenes de caramells i de pedres glaçades. Bierstadt estava eufòric perquè havia reeixit quan, per a la majoria dels artistes, aquelles condicions atmosfèriques eren massa fredes per dibuixar i, encara menys, per a realitzar esbossos a l'oli